# Cai bạ
Cai bạ (chữ Hán: 該簿, tiếng Anh: Administration Commissioner), hoặc Cai bộ, tiền thân chức Bố chính sứ thời Minh Mạng sau này, là vị trưởng quan ty Tướng thần thời chúa Nguyễn và quan thứ 2 ở trấn thời Gia Long. Thời Minh Mạng, chức Cai bạ được đổi thành chức Hiệp trấn và vài năm sau, lại được đổi thành chức Bố chính sứ, đều là các chức quan thứ 2 ở tỉnh sau Trấn thủ, Lưu thủ, Tổng đốc.
Cai bạ là chức trưởng quan của ty phụ trách tài chính và hành chính như quân lương, thuế khoa, điền thổ, hộ tịch ở các dinh, trấn hoặc tỉnh mà ty được lập. Thời chúa Nguyễn và thời Gia Long, Cai bạ cùng Ký lục là 2 quan tham mưu của Trấn thủ (Trấn thủ, Cai bạ, Ký lục) trông coi việc chỉ đạo mọi hoạt động ở trấn và ở các cấp dưới hơn.
Về phẩm trật, thời Nguyễn Gia Long:
- Chánh tam phẩm văn giai: Cai bạ công đường các dinh
- Tòng tam phẩm văn giai: Chánh dinh Cai bạ
- Chánh tứ phẩm văn giai: Cai bạ cung Trường Thọ
- Tòng tứ phẩm văn giai: Cai bạ Điển quân (không định ngạch)
- Chánh ngũ phẩm văn giai: Chánh cai bạ tầu
- Tòng ngũ phẩm văn giai: Cai bạ các biệt đạo

## Lịch sử
Chức Cai bạ được lập vào thời chúa Sãi. Năm 1614, chúa tổ chức lại quan chế và hành chính, đặt ra ba ty là ty Xá sai, ty Tướng thần và ty Lệnh sử tại Chính dinh Phú Xuân để trông coi mọi việc:
- Ty Xá sai coi việc văn án từ tụng, do Đô tri và Ký lục giữ.
- Ty Tướng thần, coi việc trưng thu tiền thóc, phát lương cho quân các đạo, do Cai bạ giữ.
- Ty Lệnh sử, coi việc tế tự, lễ tiết và chi cấp lương hướng cho quân đội chính quy, do Nha úy giữ.

Thời chúa Võ năm 1744, Cai bạ đổi làm bộ Hộ, giữ việc tài chính, ruộng đất, nhân khẩu, kho tàng, thu phát, bổng lộc, đồ cống nạp, thuế khoá, muối và sắt. Ký Lục đổi làm bộ Lại, giữ việc quan tước, phong tước, ân ban thuyên chuyển, lựa chọn, xét công, bãi truất và thăng thưởng, bổ sung quan lại, cung cấp người cho các nha môn.
Thời Nguyễn Gia Long, Cai bạ cùng Ký lục tiếp tục là 2 quan tham mưu cho Trấn thủ (Trấn thủ, Cai bạ, Ký lục) tại các tỉnh miền Trung, và Hiệp trấn (Hiệp trấn, Cai bạ, Ký lục) tại các trấn thuộc Bắc thành và thành Gia định, với trách nhiệm trông coi mọi mặt hành chính tại một trấn.
Năm Minh Mạng 8 Đinh Hợi 1827, đổi chức Cai bạ, Ký lục thành Hiệp trấn và Tham hiệp trấn, trật Chánh tứ phẩm văn giai.
Năm Minh Mạng 12 Tân Mão 1831, đổi chức Hiệp trấn thành Bố chính sứ phụ tá Tổng đốc và đổi chức Tham hiệp trấn thành Án sát sứ phụ tá Tuần phủ.

## Lưu ý
Thời Nguyễn Gia Long, trong các chức Cai bạ, còn có chức Cai bạ là chức quan trông coi cung Trường Thọ, đặt năm Gia Long 3 Giáp Tý 1804, trật Chánh Tứ phẩm, gọi là Cai bạ cung Trường Thọ.
Theo bài viết này, thời Nguyễn Gia Long, triều đình lấy 4 dinh: Quảng Nam, Quảng Đức, Quảng Trị, Quảng Bình làm trực lệ (直隸), nghĩa là được điều hành trực tiếp từ triều đình, nên tại các dinh trực lệ này, chức Cai bạ là chức cao nhất (thay vì thường ở một trấn, Lưu thủ là vị quan có chức quan cao nhất trấn).